# Чатемский пингвин
Чатемский пингвин (лат. Eudyptes warhami) — вымерший вид птиц из семейства пингвиновых. Обитал на островах Чатем, известен только по ископаемым остаткам. Имел тонкий клюв.
По одной версии, был истреблён заселившими остров полинезийцами ещё до новой эры вместе со многими видами птиц и одним видом морских львов.
По другой, возможно, вымер относительно недавно, к концу XIX столетия — может быть, к этому виду относилась птица, содержавшаяся в неволе между 1867 и 1872 годами, хотя она могла быть и представителем другого вида из рода хохлатых пингвинов. 